# 紫原
紫原（むらさきばる）は、鹿児島県鹿児島市の町丁。郵便番号は890-0082。人口は22,597人、世帯数は10,844世帯。（2020年4月1日現在）。紫原一丁目から紫原七丁目まであり、紫原一丁目から紫原七丁目までの全域で住居表示を実施している。
1877年（明治10年）の西南戦争では鹿児島方面最大の激戦となる「紫原の戦い」が現在の紫原付近で勃発し激戦地となった。1956年（昭和31年）に紫原団地として造成に着手し、1970年（昭和45年）に町丁として設置された。2010年（平成22年）の国勢調査によれば鹿児島市で最も人口の多い住宅団地となっている。

## 地理
皇徳寺台や、桜ケ丘、星ヶ峯、西陵などに代表される鹿児島市の住宅街のうちの一つで、鹿児島大学郡元キャンパスの南西の紫原台地（シラス台地）に位置している。町域の北方には田上台、北方から東方にかけては唐湊、東方には南郡元町、南新町、日之出町、南方から西方にかけては宇宿、西方には田上町及び広木に接している。
町域の北部には鹿児島市立紫原中学校、南東部には鹿児島市立紫原小学校、南西部には鹿児島市立西紫原小学校が所在している。また鹿児島市立西紫原中学校は隣接する西紫原町に位置している。
また中央部には鹿児島テレビ放送（KTS）の本社が所在し、県内のテレビ局と鹿児島シティエフエム（フレンズFM）の送信所（親局）が設置されている（鹿児島親局テレビ・FM放送所）。

### 地名の由来
紫原という地名は現在の紫原付近が田上村、郡元村、宇宿村の村境の原に位置していたことに由来するという説がある。

### 丁目
紫原に設定されている丁目の大まかな位置を表で示す。表の上部が北方向である。
| 紫原七丁目 |            |            |
| 紫原五丁目 | 紫原六丁目 | 紫原六丁目 |
| 紫原四丁目 | 紫原二丁目 | 紫原一丁目 |
| 紫原三丁目 | 紫原二丁目 | 紫原一丁目 |

## 歴史

### 前史
紫原では古くより畑作を中心に耕作が行われており、現在の宇宿、鴨池、郡元、田上に跨る丘陵地であった。紫原の台地は中世頃よりしばしば戦場となっていたとされる。
正平9年（1364年）には島津氏久と畠山治部太輔国長が紫原の地で交戦し、天文6年（1537年）には小野での戦いで川辺へ逃げた島津実久がのち島津貴久・島津忠良（日新公）と紫原で交戦し、実久を忠良（日新公）が破った。2年後の天文8年（1539年）には再び実久と徒党を組んでいた谷山城の城主禰寝氏を討つため谷山に向かっていた島津貴久が禰寝氏の軍と紫原の地で交戦し、島津貴久が勝利した。これによって谷山の地は平定された。
江戸時代後期に薩摩藩が編纂した地誌である『三国名勝図会』には前述の天文8年の戦について以下のように記述している。

紫原 郡本村の野岡にて、牛落の西に續けり、天文八年、己亥、三月十三日、大中公兵を發し、谷山の賊を討つ、是時谷山は叛臣島津八郎左衛門尉實久が侵地にて、谷山本城城主禰寝播摩守、大軍を率て紫原に迎へ戰ふ、公是を敗り、播摩守以下數住人を斬獲し、進んで谷山を定めゐふ、
—三国名勝図会巻之七
1877年（明治10年）、日本最後の内戦となった西南戦争の際に紫原で勃発した「紫原の戦い」は鹿児島方面最大の激戦となった。薩軍の今給黎久清が鹿籠（現在の枕崎市）の新兵123名を率いて涙橋西方の高地を占拠していたが、6月24日に官軍は紫原の薩軍を総攻撃した。官軍は武之橋から谷山街道を南下する隊と脇田から船で上陸し背面から紫原に登る隊の2隊に分かれて攻撃を行った。薩軍は善戦したが脇田から上陸した隊に背面から攻撃されたことにより薩軍は退却し、紫原は官軍が占領した。この戦いで官軍（大日本帝国陸軍及び東京警視本署の連合軍）兵士約300名、薩軍（旧薩摩藩士らから構成される所謂西郷軍）武士約60名の死傷者を出した。

### 紫原の開発と町名としての紫原
紫原団地は鹿児島市内の住宅団地造成の先駆けとなり、1956年（昭和31年）に宅地造成に着手した、開発前は標高70メートルの丘陵地帯の農地であったが、鹿児島市住宅協会による宅地造成が行われ、1960年（昭和35年）には紫原台地において宅地開発を目指す「紫原地区土地区画整理事業」として都市基盤の整備に着手した。1966年（昭和41年）に開発が概ね完了し、土地区画整理事業としては1975年（昭和50年）まで事業が行われた。土地区画整理事業の事業面積は145.7ヘクタール、総事業費7億5,600万円であった。
1963年（昭和38年）には、急速に市街地が形成された紫原の区域が鹿児島市によって都市計画法における用途地域「住居地域」に指定された。1968年（昭和43年）には鹿児島テレビ放送の社屋の起工式が行われ、翌年1969年（昭和44年）に竣工した。
1970年（昭和45年）7月1日に紫原団地の区域にあたる宇宿町、鴨池町、郡元町、田上町の各一部より分割され、鹿児島市の町丁として紫原一丁目から紫原七丁目までが設置された。丁目別の詳細は郡元町の一部及び鴨池町の一部より「紫原一丁目」、鴨池町の一部及び宇宿町の一部より「紫原二丁目」、宇宿町の一部より「紫原三丁目」、「紫原四丁目」、「紫原五丁目」、宇宿町の一部及び鴨池町の一部並びに田上町の一部より「紫原六丁目」、田上町の一部及び宇宿町の一部より「紫原七丁目」がそれぞれ設置された。また、鹿児島市では初めてとなる丁目制が採用され、同時に住居表示が実施された。
その後、紫原地区土地区画整理事業は1975年（昭和50年）8月27日に換地処分が実施され、1984年（昭和59年）には事業が完了した。総事業費は1億5500万円であった。1985年（昭和60年）の国勢調査では鹿児島市内の団地別人口では最も多く、人口は21,788人であった。また、人口の増加に伴って教育施設の整備も行われ、1965年（昭和40年）に紫原小学校、1967年（昭和42年）に紫原中学校、1970年（昭和45年）には西紫原小学校の3校が相次いで設置された。
1990年（平成2年）3月1日には宇宿町の一部が紫原三丁目、鴨池町の一部が紫原六丁目に編入された。1993年（平成5年）3月1日には宇宿町の一部を紫原四丁目に編入、1999年（平成11年）に宇宿町の一部が紫原三丁目の一部に編入された。また、2011年（平成23年）2月14日には宇宿中間・広木地区（第二期）の住居表示が実施され、宇宿町の一部を紫原五丁目に編入した。

### 町域の変遷
| 実施後             | 実施年             | 実施前         |
| ------------------ | ------------------ | -------------- |
| 紫原一丁目（新設） | 1970年（昭和45年） | 郡元町（一部） |
| 紫原一丁目（新設） | 1970年（昭和45年） | 鴨池町（一部） |
| 紫原二丁目（新設） | 1970年（昭和45年） | 鴨池町（一部） |
| 紫原二丁目（新設） | 1970年（昭和45年） | 宇宿町（一部） |
| 紫原三丁目（新設） | 1970年（昭和45年） | 宇宿町（一部） |
| 紫原四丁目（新設） | 1970年（昭和45年） | 宇宿町（一部） |
| 紫原五丁目（新設） | 1970年（昭和45年） | 宇宿町（一部） |
| 紫原六丁目（新設） | 1970年（昭和45年） | 宇宿町（一部） |
| 紫原六丁目（新設） | 1970年（昭和45年） | 鴨池町（一部） |
| 紫原七丁目（新設） | 1970年（昭和45年） | 田上町（一部） |
| 紫原七丁目（新設） | 1970年（昭和45年） | 宇宿町（一部） |
| 紫原三丁目（編入） | 1990年（平成2年）  | 宇宿町（一部） |
| 紫原六丁目（編入） | 1990年（平成2年）  | 鴨池町（一部） |
| 紫原四丁目（編入） | 1993年（平成5年）  | 宇宿町（一部） |
| 紫原三丁目（編入） | 1999年（平成11年） | 宇宿町（一部） |
| 紫原五丁目（編入） | 2011年（平成23年） | 宇宿町（一部） |

## 人口

### 丁目別
|            | 世帯数 | 人口  |
| ---------- | ------ | ----- |
| 紫原一丁目 | 1,669  | 3,318 |
| 紫原二丁目 | 1,370  | 2,700 |
| 紫原三丁目 | 2,047  | 4,525 |
| 紫原四丁目 | 1,290  | 2,720 |
| 紫原五丁目 | 1,599  | 3,339 |
| 紫原六丁目 | 1,630  | 3,331 |
| 紫原七丁目 | 1,239  | 2,664 |

### 全体
以下の表は国勢調査による小地域集計が開始された1995年以降の人口の推移である。
| 年                 | 人口   |
| ------------------ | ------ |
| 1995年（平成7年）  | 23,847 |
| 2000年（平成12年） | 24,607 |
| 2005年（平成17年） | 23,745 |
| 2010年（平成22年） | 23,198 |
| 2015年（平成27年） | 22,893 |

## 施設

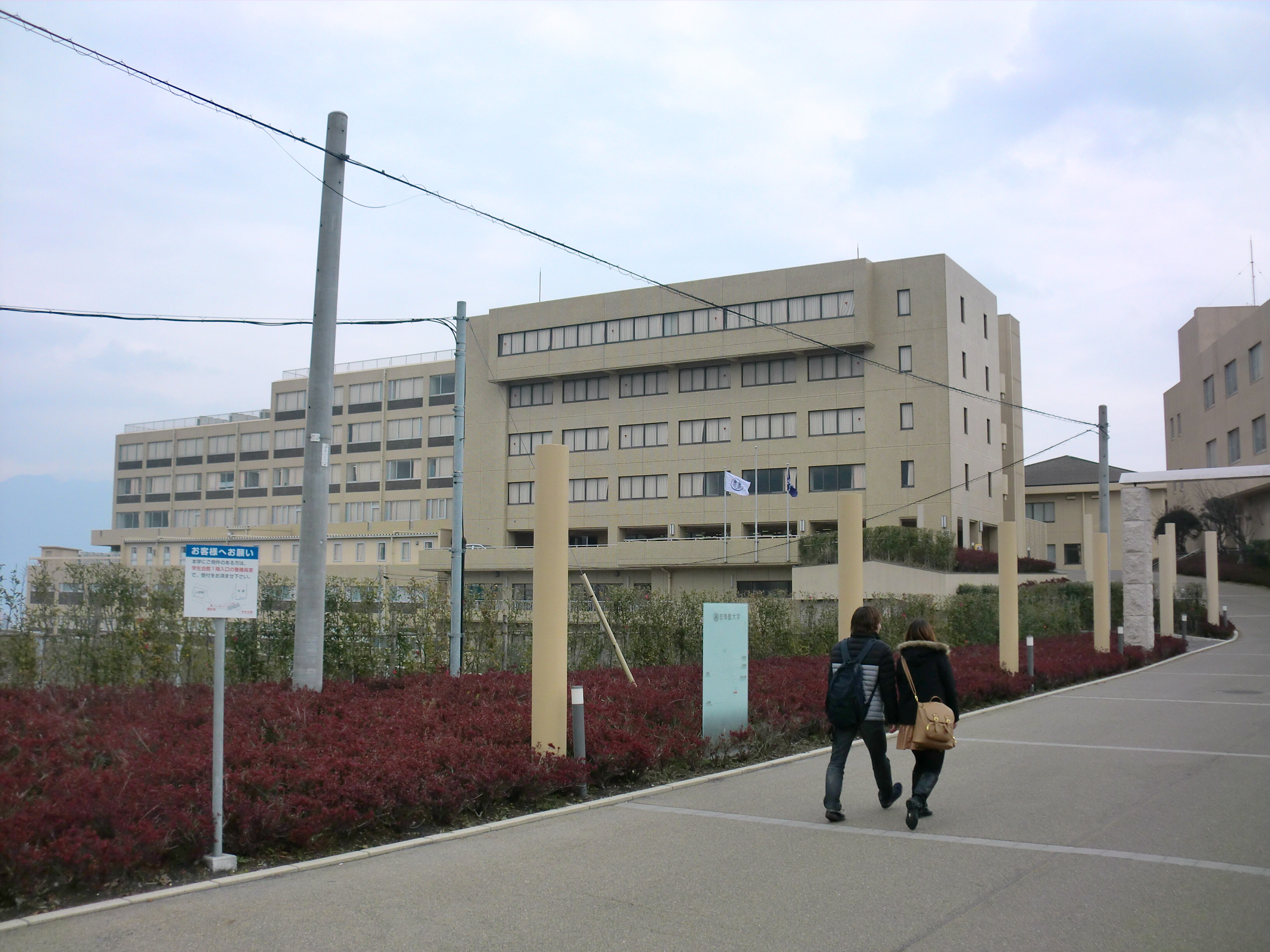
志學館大学

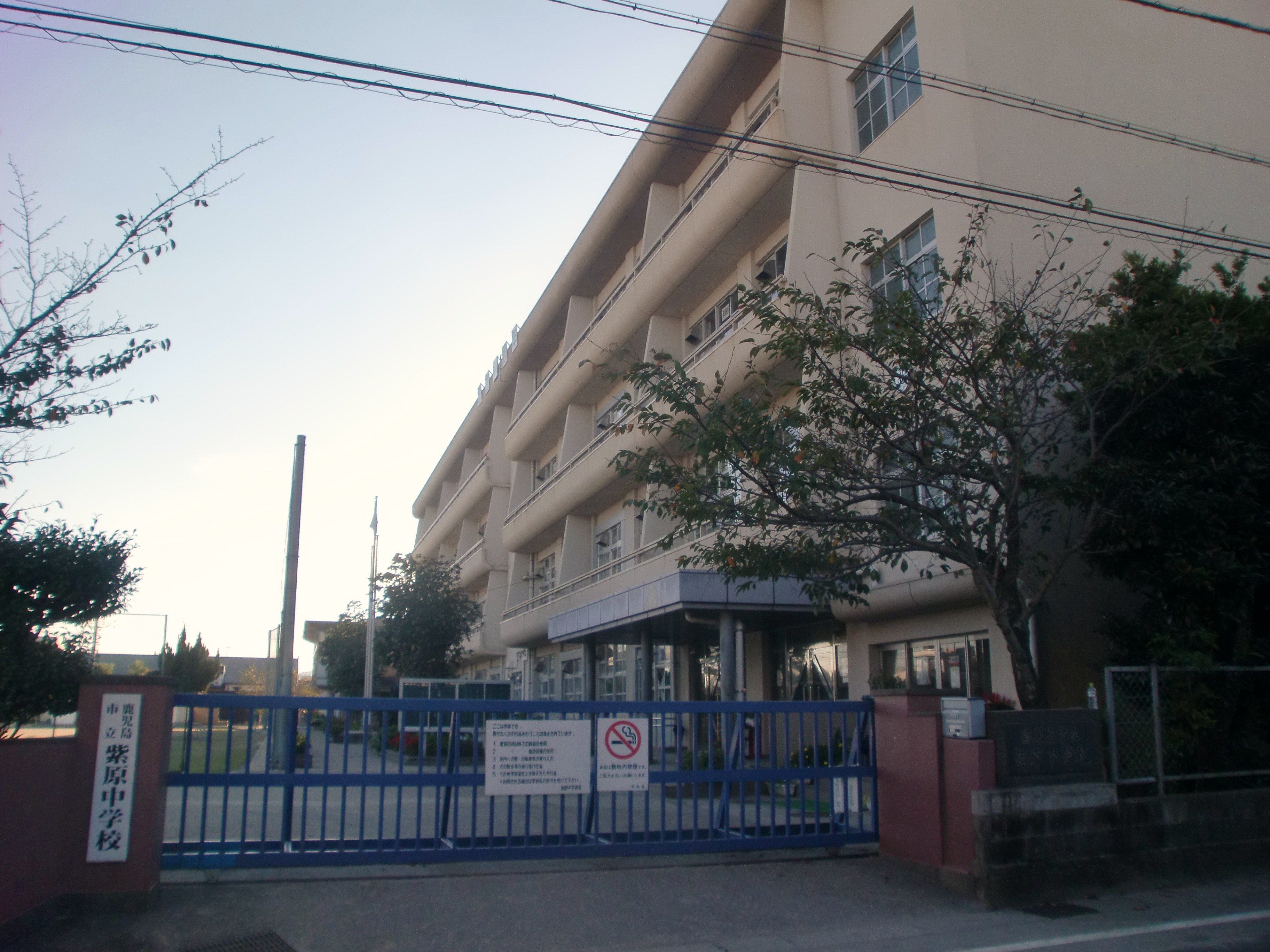
鹿児島市立紫原中学校

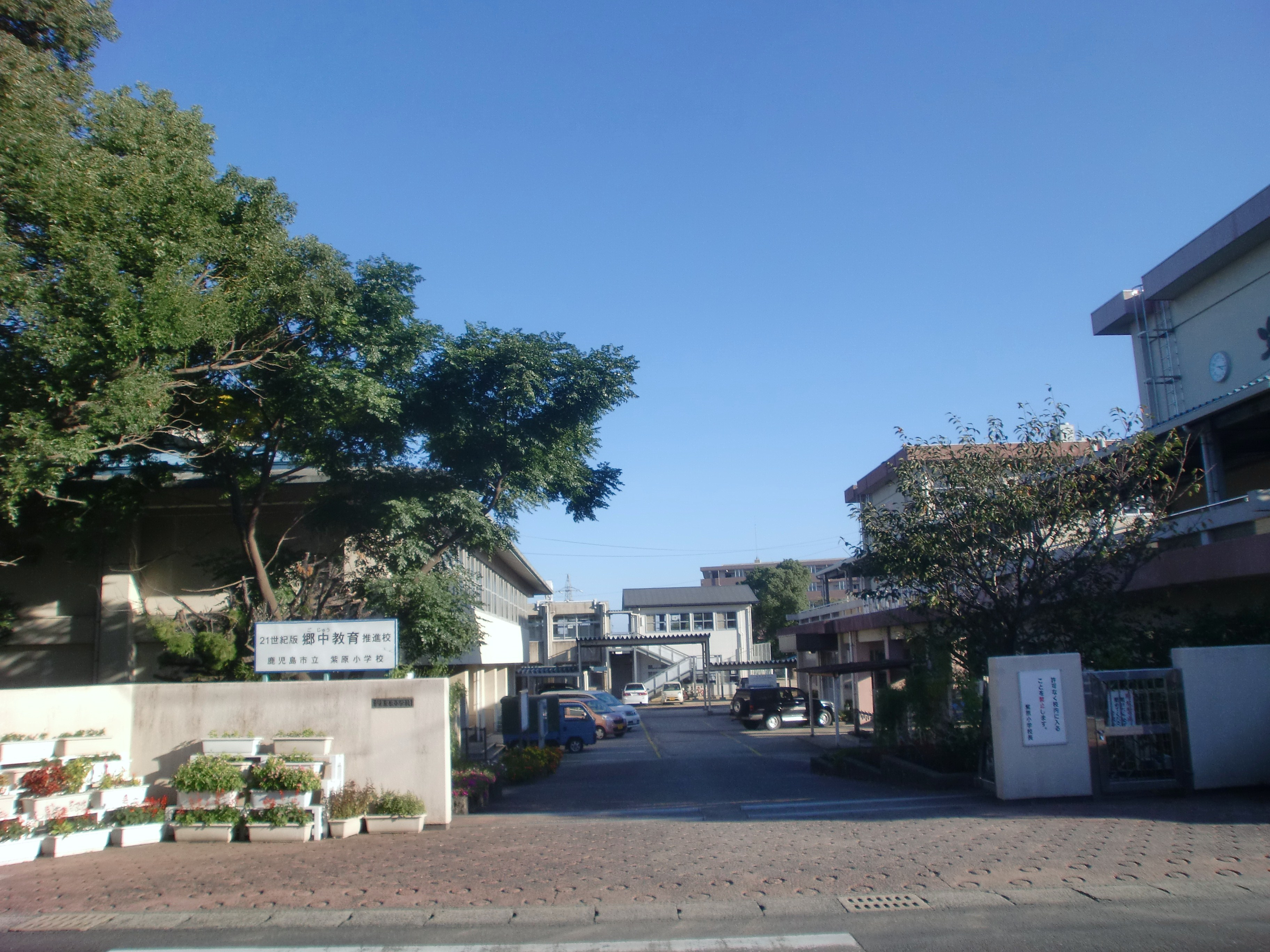
鹿児島市立紫原小学校

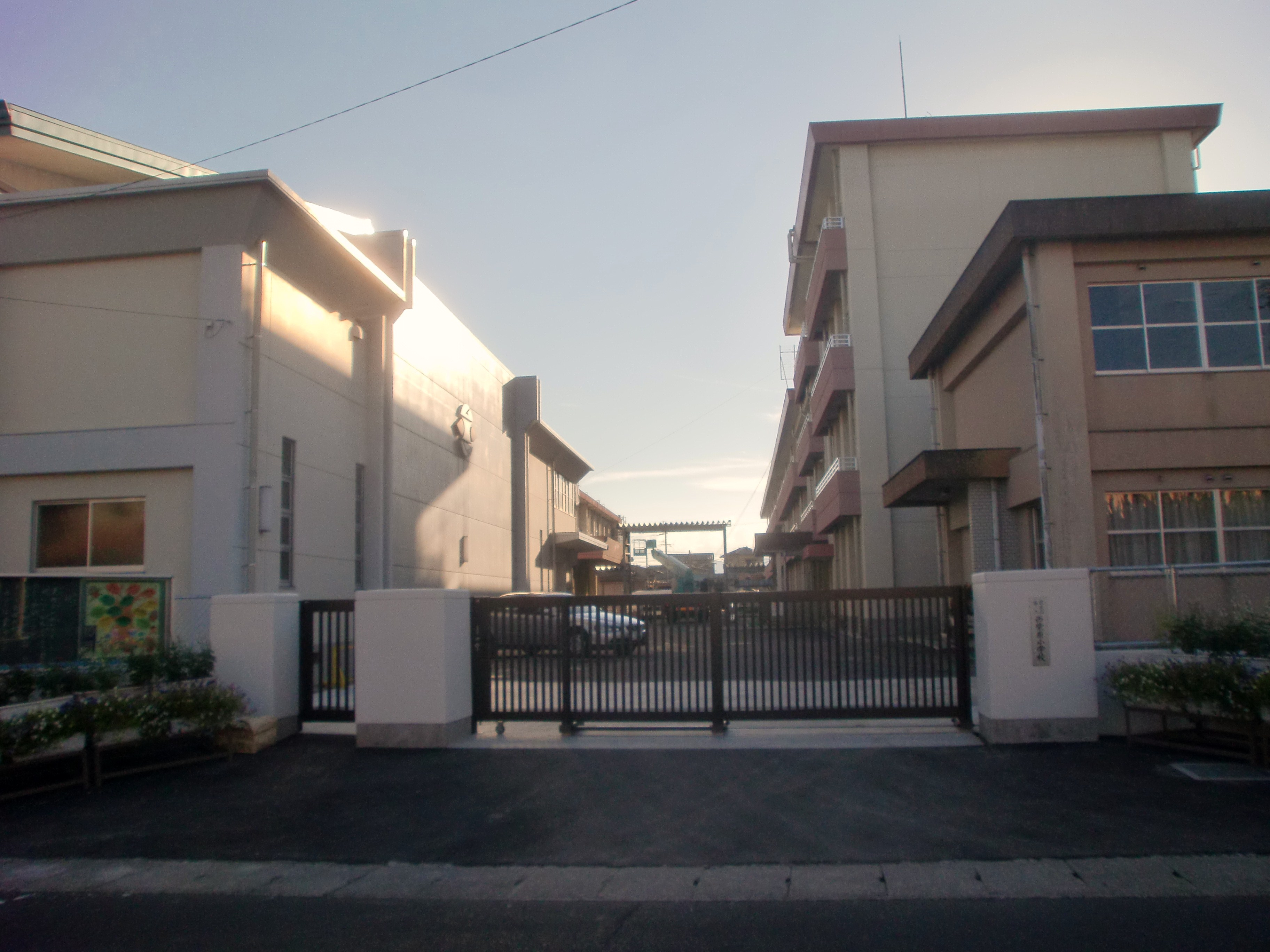
鹿児島市立西紫原小学校

### 公共
- 鹿児島南警察署紫原交番[37]
- 紫原福祉館[38]
- 西紫原福祉館[39]
- 一本桜公園[40]
- 紫原中央公園[41]

### 教育
- 志學館大学[42]
- 鹿児島市立紫原中学校[43]
- 鹿児島市立紫原小学校[44]
- 鹿児島市立西紫原小学校[44]
- カトリック・カリタス幼稚園[45]
- 紫原幼稚園[45]
- 鹿児島女子短期大学附属かもめ幼稚園[45]

### 郵便局
- 鹿児島紫原一郵便局[46]
- 鹿児島紫原五郵便局[47]

### 報道
- KTS鹿児島テレビ（フジテレビ系）
KTS・KYT地上デジタル2社共同電波塔
- KKB鹿児島放送電波塔（テレビ朝日系）
NHK・KKB・MBC地上デジタル3社共同電波塔

### 宗教
- カトリック紫原教会
- 鹿児島めぐみ教会（キリスト教プロテスタント教会）
- 最福寺
- 西本願寺鹿児島別院紫原出張所

## 小・中学校の学区
市立小・中学校に通う場合、学区（校区）は以下の通りとなる。
| 町丁       | 番・番地 | 小学校                 | 中学校                 |
| ---------- | -------- | ---------------------- | ---------------------- |
| 紫原一丁目 | 全域     | 鹿児島市立紫原小学校   | 鹿児島市立紫原中学校   |
| 紫原二丁目 | 全域     | 鹿児島市立紫原小学校   | 鹿児島市立紫原中学校   |
| 紫原三丁目 | 全域     | 鹿児島市立西紫原小学校 | 鹿児島市立西紫原中学校 |
| 紫原四丁目 | 全域     | 鹿児島市立西紫原小学校 | 鹿児島市立西紫原中学校 |
| 紫原五丁目 | 全域     | 鹿児島市立西紫原小学校 | 鹿児島市立西紫原中学校 |
| 紫原六丁目 | 全域     | 鹿児島市立紫原小学校   | 鹿児島市立紫原中学校   |
| 紫原七丁目 | 全域     | 鹿児島市立広木小学校   | 鹿児島市立紫原中学校   |

## 交通

### 鉄道
鉄道の最寄り駅は南鹿児島駅（指宿枕崎線・鹿児島市電1系統）、指宿枕崎線郡元駅や鹿児島市電の二軒茶屋電停も利用できる。

### 道路
市道
- 紫原本通り線（鹿児島県道35号永吉入佐鹿児島線～国道225号）
- 高麗通線

### バス
鹿児島市交通局及び鹿児島交通がバス路線を開設している。
鹿児島市交通局（令和2年4月1日より鹿児島交通が引き継ぎ）
- 3番 玉里・西紫原線 : 交通局北営業所前 - 玉里団地 - 市役所前 - 鹿児島中央駅 - 天神南 - 紫原七丁目 - 紫原三丁目
- 15(-1)番 東紫原線 : 水族館前・市役所前 - 市立病院前 - 郡元 - 紫原陸橋 - 紫原 - 西紫原中学校前 - 紫原 - 市役所前・水族館前（循環）
水族館発は紫原終着や、西紫原中学校前バス停終着のバスもある。また、最終の紫原発は交通局止まり。
- 15-2番 東紫原線（中央駅） : 市役所前 - 鹿児島中央駅 - 神田 - 東紫原陸橋 - 紫原
- 15-3番 東紫原線（広木農協） : 市役所前 - 郡元 - 紫原陸橋 - 紫原 - 広木農協前
- 18番 大学病院線（市役所前直通）：市役所前 - 鹿児島中央駅 - 鹿大正門前 - 東紫原陸橋 - 紫原 - 大学病院 - 桜ケ丘五丁目
- 19番 南紫原線 : 市役所前 - 鴨池 - 日之出町 - 紫原三丁目 - 紫原
最終の紫原発は、交通局止まり。
- 23番 紫原・武町線 : 広木農協前 - 紫原 - 紫原七丁目 - 武町 - 鹿児島中央駅西口 - 鹿児島アリーナ前 - 西高校前 （循環）
- 41番 紫原・武岡台高校線 : 紫原三丁目 → 前ヶ迫 →（以降直通・無停車）→ 武岡台高校前 （片道のみ運行）
※登校日朝 月 - 金 朝1便のみ運行（これに限らず休校日は運休）

鹿児島交通
- 15番線 深夜バス : 鹿児島駅前 - 紫原中央 - 鹿児島駅前（循環）※毎週金・土のみ運行
- 19番線 紫原・桜ケ丘線 : 高速船ターミナル・鹿児島駅前 - 鹿児島中央駅 - 田上 -紫原七丁目 - 紫原 - 大学病院 - 桜ケ丘五丁目
- 深夜バス :  高速船ターミナル - 鹿児島中央駅 - 田上 -紫原七丁目 - 紫原 - 大学病院 - 桜ケ丘五丁目※毎週金・土のみ運行
- 22番線 オプシア線 : 鹿児島駅前 - 田上 - 紫原七丁目 - 紫原中央 - 紫原三丁目 - オプシア前
- 24番線 森山団地線 : 高速船ターミナル - 鹿児島中央駅 - 田上 - 大牧 - 田上団地 - 広木住宅 - 森山団地 - 西紫原中正門前 - 森山団地 - 高速船ターミナル（循環）
高速船ターミナル発は、西中正門前止まりのバスもある。